# Анскулінґ

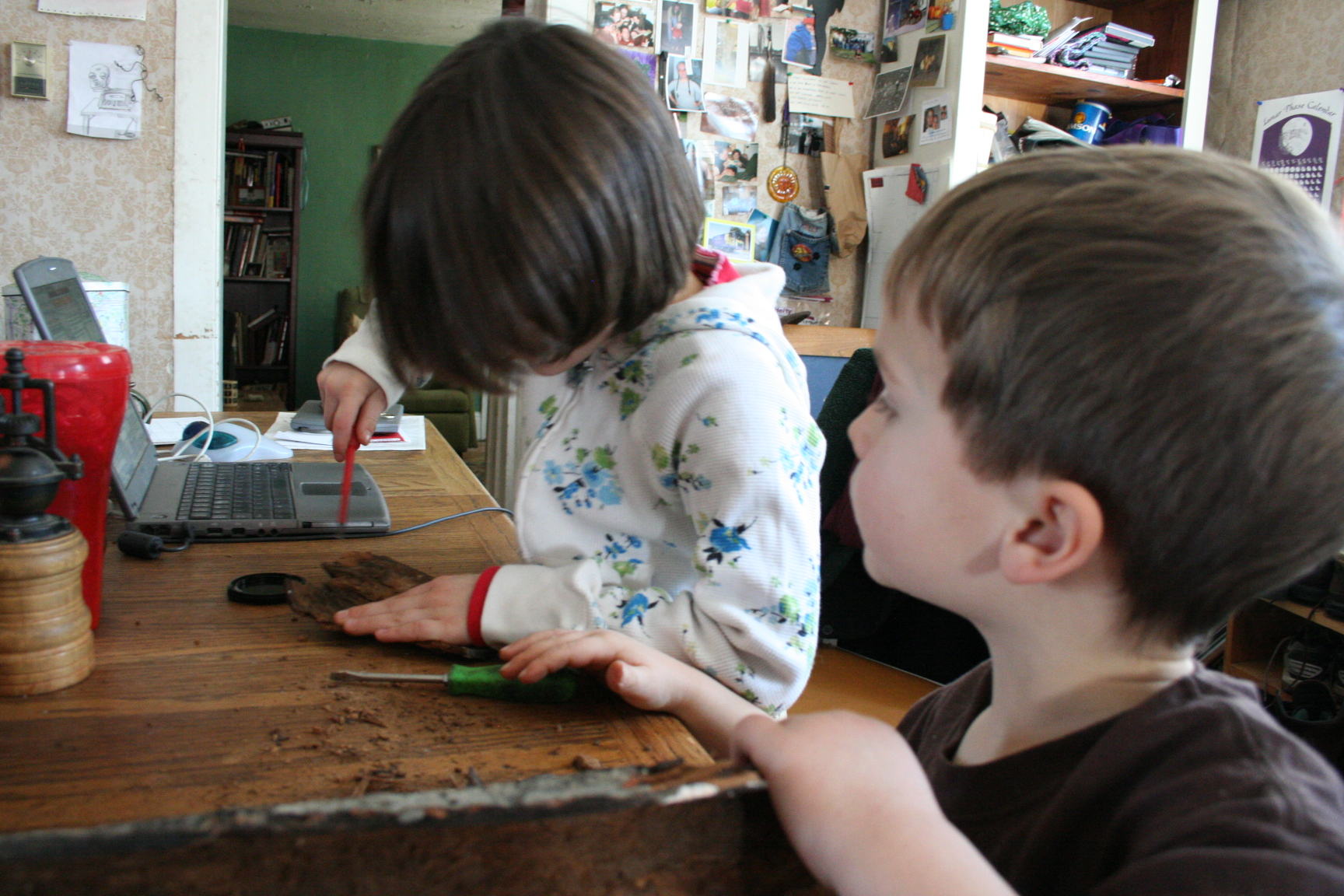
Діти досліджують відкладення комах у корі дерев як частину позашкільної діяльності

Анскулінґ, також анскулінг або школозрік — неформальний спосіб навчання, який визначає діяльність, обрану учнем, основним засобом навчання. Анскулери навчаються через свій життєвий досвід, зосібна через гру, домашні обов’язки, особисті зацікавлення, допитливість та соціальну взаємодію. Хоч анскулери можуть час від часу записуватися на курси, сам анскулінґ ставить під сумнів доцільність стандартизованого навчального плану, закріплений розклад навчання, оцінювання, стандартизоване тестування, примусову взаємодію з дітьми своєї вікової групи, примус виконувати домашнє завдання, ефективність прослуховування уроків, виконання наказів авторитетної особи та інші характерні речі традиційних шкіл задля навчання.

## Історія
Термін анскулінґ був уведений у 1970-х роках і використовувався педагогом Джоном Голтом, якого багато хто вважає батьком цієї ідеї. Анскулінґ часто розглядають як підвид домашнього навчання, однак хоч домашнє навчання було предметом широких публічних дебатів, анскулінґові приділялося відносно мало уваги ЗМІ і став він популярним лише в останні роки.

## Філософія

### Природне навчання

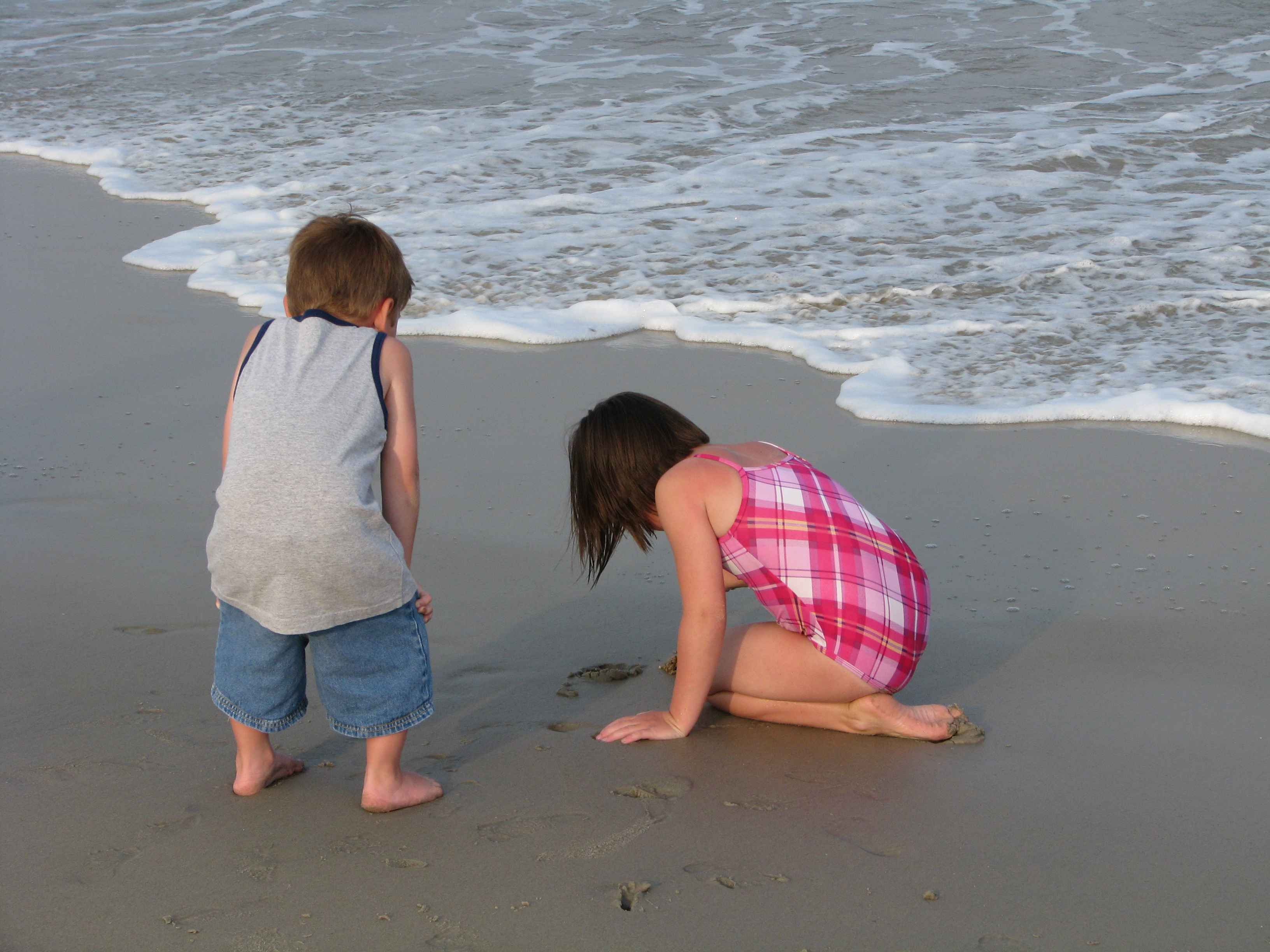
Анскулінґ може наголошувати на вільній, некерованій грі як на головному компоненті дитячої освіти.

Основна передумова анскулінґу полягає в тому, що навчання це природний процес, який триває безперервно, і що діти народжені вчитися. 
Багато хто з анскулерів вважає, що учні пропускають практичний, раптовий і реальний спільноті досвід, коли їхні освітні можливості загорожені у межах шкільної будівлі.

### Стилі навчання
Психологи задокументували багато відмінностей між дітьми в тому, як вони навчаються. Люди відрізняються своїми стилями навчання, тобто тим, як вони віддають перевагу здобувати нову інформацію. Утім, дослідження не продемонстрували жодних доказів існування стилів навчання, а також того, що ця переваги від них не пов'язана з покращенням засвоєння матеріалу або підвищенням успішності.  
Прихильники анскулінґу стверджують, що він краще підготовлений для прийняття відмінностей між учнями, на відміну від традиційних шкіл, які вимагають від кожного вивчати предмет у єдиний спосіб, у єдиному темпі та у єдиний час, без огляду на поточні та можливі майбутні потреби, зацікавлення, наміри чи попередні знання про цю тему. У традиційних школах учителі рідко оцінюють окремого учня інакше, ніж інших, і хоча вчителі часто використовують різні засоби, це відбувається іноді випадково і не завжди відносно окремої особи.  

#### Відмінності в розвитку
Психологи з розвитку відзначають, що так само, як діти досягають етапів розвитку в різному віці, діти також готові навчатися різних речей у різному віці. Прихильники анскулінґу стверджують, що подібно до того, як діти вчаться ходити у нормальному проміжку від восьми до п’ятнадцяти місяців, вони готові навчитися читати у різному віці. Природне навчання спричиняє набагато більші зміни у поведінці, ніж традиційне, хоча й не обов’язково призводить до збільшення обсягу вивченої інформації. Традиційна освіта вимагає, щоб усі діти починали читати одночасно, і як наслідок, деяким таким дітям стає нудно через те, що подібну тему вони були готові вивчити раніше, а інші, що навіть гірше, відчувають труднощі тому, що ще не готові до цього.

### Застосування анскулінґу в школах
Деякі школи застосовують відносно непримусові та спільні підходи які гармоніюють з філософією анскулінґу. До прикладу, Садберійські школи – демократично керовані заклади без наказу що робити і у якому навчання лежить під керівництвом дитини таким чином, що доповнює домашню освіту та включає у процес батьків.

## Спонуки
Батьки вирішують відмовлятися від школи з різних причин, багато яких збігаються з причинами домашнього навчання. Батьки це роблять щоби:
- посилити зв’язок між батьками та дитиною і збільшити час проведений із сім'єю, тоді коли школа усе це зменшує і створює в усіх страх[12].
- забезпечити своїм дітям ефективніше навчання, бо, як стведжують батьки, у школах навчають багато непотрібного[12][13], вчать виконувати накази[12][13], через що діти неспроможні виконувати нові незвичні завдання.
- дати більшу свободу у прийнятті того, щó, коли, з ким і як навчатися, тоді коли у школах усе це, як стверджують батьки, визначили наперед[13].
- мати більший вплив на групу однолітків та наставників своєї дитини, забезпечити їм участь у житті своєї громади з людьми старшого та молодшого віків і тому навчити їх знаходити своє місце у різноманітних групах[13][14]. Нагоди для анскулерів зустрічатися та взаємодіяти з іншими не школярами в останні роки збільшилися, що дозволяє їм взаємодіяти з іншими дітьми зі схожим досвідом[15].

## Наслідки
Анскулінґ може розширити розмаїття людей і місць, з якими стикається анскулер. У середньому позашколярі, можуть бути зрілішими, ніж їхні однолітки, що, як деякі вважають, є результатом широкого кола людей, з якими вони мають можливість спілкуватися.

## Критика
Як і форма домашнього навчання, анскулінґ стикається з багатьма такими же критичними зауваженнями. Його критика, зосереджена зокрема на тому, що анскулери не зможуть отримати достатню освіту, пропустять багато важливих для їхнього майбутнього речей, не розвинуть соціальних навичок, структури, дисципліни і мотивації та не будуть здатні давати собі раду у незручних ситуаціях, як їхні однолітки, що відвідували школу. Деякі навіть кажуть, що анскулери, які не мають достатньої мотивації чи цікавості до критичних сфер, можуть бути гіршими за своїх однолітків.
У дослідженні 2006 року серед дітей віком від п’яти до десяти років у чотирьох із семи досліджуваних категоріях анскулери отримали менше балів за тих, що навчалися у традиційній школах, і у всіх семи категоріях значно менше за тих, хто був на домашньому навчанні.
Прихильники анскулінґу же з цим не погоджуються, стверджуючи, що у порівнянні з традиційним навчанням, самоосвіта є набагато ефективнішою, надійнішою і більш дружньою до дитини, що вона зберігає вроджену цікавість, задоволення від навчання й бажання відкривати нове, підтримує креативність, індивідуальність та інновативність, учить орієнтуватися в незручних ситуаціях, заохочує дітей стати частиною суспільства, показує, як самостійно та відповідально ставитися до себе і свого оточення, дає їм зрозуміти, чому певні властивості, навички, здібності, цінності та норми є важливими і загалом краще готує дитину до життя в «реальному світі» поза школою. 

## Подальше читання

### Книги
- Mary Griffith (1998). The Unschooling Handbook: How to Use the Whole World As Your Child's Classroom. Three Rivers Press. ISBN 978-0761512769.
- Grace Llewelyn (1998). The Teenage Liberation Handbook: How to Quit School and Get a Real Life and Education. Lowry House Pub. ISBN 978-0962959172.
- Grace Llewelyn; Amy Silver (2001). Guerrilla Learning: How to Give Your Kids a Real Education With or Without School. Wiley. ISBN 978-0471349600.
- John Taylor Gatto (2000). The Underground History of American Education: A School Teacher's Intimate Investigation Into the Problem of Modern Schooling. Odysseus Group. ISBN 978-0945700043.
- The Underground History of American Education by John Taylor Gatto (complete download)
- Nanda Van Gestel (Author), Jan Hunt (Author), Daniel Quinn (Author), Rue Kream (Author) & 5 more (2008). The Unschooling Unmanual. The Natural Child Project. ISBN 978-0968575451.